# Station Balen-Werkplaatsen
Station Balen-Werkplaatsen is een voormalig spoorwegstation langs spoorlijn 19. In tegenstelling tot wat de naam laat vermoeden lag het station op het grondgebied van de gemeente Lommel.
Toen in 1889 de zinkfabriek Vieille-Montagne zich kwam vestigen in Balen, opende de fabriek een eigen goederenstation op de grens van Balen en Lommel dat eveneens een aansluiting had naar de in 1881 opgestarte munitiefabriek La Forcité, het latere Poudreries Réunies de Belgique.
In 1899 werd het privé-station overgenomen door de spoorwegen en kwam er een spoorweghalte voor reizigers. Het stationsgebouw was van het type 1893 en werd in 1904 voltooid. In 1969 werd het gesloopt.
Van hieruit vertrekt een 5 km lange industrielijn (spoorlijn 273) naar Lommel-Maatheide (glasfabriek Sibelco).
De vijf sporen dienden voor de industrielijn naar Nyrstar en Sibelco.
0,0: Mol ·
2,9: Gompel ·
4,7: Balen-Wezel ·
8,7: Balen-Werkplaatsen ·
10,7: Lommel-Werkplaatsen ·
13,8: Lommel ·
18,6: Lommel-Werkplaatsen ·
21,5: Overpelt ·
22,8: Neerpelt ·
27,4: Sint-Huibrechts-Lille ·
30,9: Hamont